# Романи-Себори
Романи-Себори (пол. Romany-Sebory) — село в Польщі, у гміні Кшиновлоґа-Мала Пшасниського повіту Мазовецького воєводства.
Населення — 187 осіб (2011).
У 1975-1998 роках село належало до Остроленцького воєводства.

## Демографія
Демографічна структура станом на 31 березня 2011 року:
|          | Загалом | Допрацездатний вік | Працездатний вік | Постпрацездатний вік |
| -------- | ------- | ------------------ | ---------------- | -------------------- |
| Чоловіки | 102     | 18                 | 71               | 13                   |
| Жінки    | 85      | 17                 | 50               | 18                   |
| Разом    | 187     | 35                 | 121              | 31                   |